# 利子所得
利子所得（りししょとく）とは、所得税における課税所得の区分の一つであって、公社債及び預貯金の利子並びに合同運用信託、公社債投資信託及び公募公社債等運用投資信託の収益の分配に係る所得をいう（所得税法23条）。

## 利子所得の範囲
その用語から混同されがちであるが、一般の私人等への債権から得る利息は利子所得とならない。例えば学校債から得られる利息も、利子所得でなく雑所得となる。

## 課税方式
利子所得の金額 ＝ 利子等の収入金額（源泉徴収される前の金額）<ref name="taxanswer1310">[https://www.nta.go.jp/taxes/shiraberu/taxanswer/shotoku/1310.htm No.1310 利息を受け取ったとき(利子所得)｜国税庁]</ref>
利子所得は、所得税法上は総合課税の対象である。しかし租税特別措置法の規定により、例外を除き、国内で支払いを受けた分は、源泉徴収15.315%（他に、住民税5%）をもって課税が完結する、源泉分離課税方式が採用されている（租税特別措置法3条）。
金融所得の課税は、20％の分離課税であるべきであると考えられている。このような課税方式が採用されたのは、銀行が預金者と比べてその規模が格段に大きく、またその数も少ないことから、預金者へ個別に課税するよりも、銀行から源泉徴収をする方が効率的かつ効果的な課税を実現できるという配慮に基づくものと考えられる。一般の私人に対する債権や学校債等から得られた利息が利子所得に該当しないのも、このような課税の効率性の視点から説明できるといえる。
2016年分以後、申告分離課税方式の導入に伴い、利子所得は次のように分類される。
源泉分離課税
- 預貯金の利子（納税準備預金の利子等を除く）
- 公社債（特定公社債を除く）の利子
- 私募公社債投資信託の収益の分配

申告分離課税・申告不要
- 特定公社債（国債、地方債、公募公社債等）の利子
- 公募公社債投資信託の収益の分配

　※配当所得の特定上場株式等の配当等と合わせて、上場株式等の配当等に分類（申告不要も選択可能）。
総合課税
- 海外における預金利子で国内で源泉徴収されないもの。税額を計算する際は当該国で源泉徴収されていないか注意が必要。租税条約の影響も受け、例えば米国の場合は日米租税条約第11条により、銀行や証券会社の利子は源泉徴収されないが、利子は源泉徴収されたりされなかったりするものがある。
- 同族会社が発行した社債利子でその株主等が受取るもの（2016年分以後）など

利子所得の金額が赤字になることはない。マイナス金利は0円として扱う。

### 利子所得の非課税
以下の非課税制度が存在する。
- 障害者等の少額貯蓄非課税制度[6]
- 勤労者財産形成住宅貯蓄及び勤労者財産形成年金貯蓄の利子非課税制度

さらに、以下の利子は原則として非課税とされる。
- 納税貯蓄組合預金の利子
- 納税準備預金の利子
- いわゆる子供銀行の預貯金等の利子